# Getafe Central (stacja metra)
Getafe Central – stacja metra w Madrycie, na linii 12. Znajduje się w Getafe i zlokalizowana jest pomiędzy stacjami Alonso de Mendoza i Juan de la Cierva. Została otwarta 11 kwietnia 2003 roku.